# Ormosciadium aucheri
Ormosciadium aucheri är en flockblommig växtart som beskrevs av Pierre Edmond Boissier. Ormosciadium aucheri ingår i släktet Ormosciadium och familjen flockblommiga växter. Inga underarter finns listade i Catalogue of Life.